# Darmen Sadvakasov
Darmen Kanatovitsj Sadvakasov (Russisch: Дармен Канатович Садвакасов) (28 april 1979) is een Kazachse schaker. Hij is een grootmeester (GM). Hij is vijfvoudig nationaal kampioen van Kazachstan (2001, 2003, 2004, 2006, 2007) en een voormalig wereldkampioen bij de junioren.
- Sadvakasov werd in 1995 een International Meester (IM).
- In 1998 werd hij Wereldkampioen bij de junioren, en verwierf daarmee ook de titel 'grootmeester'. Ook kwalificeerde hij zich daardoor voor het FIDE Wereldkampioenschap schaken 1999.[1]
- Op het FIDE WK schaken 1999 werd hij in de eerste ronde uitgeschakeld door met ½-1½ te verliezen van de Chinese GM Peng Xiaomin.
- In 2000 eindigde hij gedeeld eerste op Bali.
- In 2003 eindigde hij gedeeld eerste op de Samba Cup.
- In januari 2004 speelde hij een match tegen Viktor Kortsjnoj die met 5 tegen 3 door hem gewonnen werd.[2]
- In 2004 nam hij deel aan het FIDE Wereldkampioenschap schaken in Tripoli (Libië).
- In de zomer van 2004 won hij met 8 pt. uit 10 de Politiken Cup in Taastrup, via tiebreak score tegen Leif Erlend Johannessen en Nick de Firmian.[3]
- In november 2004 speelden Anatoli Karpov en Darmen Sadvakasov een match, deels klassiek, deels rapid, in Astany (Kazachstan), die door Sadvakasov met 4½–3½ werd gewonnen.[4]
- In 2005 nam Sadvakasov deel aan de eerste Wereldbeker schaken.
- In oktober 2005 werd in de Indiase stad Haiderabad het 5e kampioenschap van Azië met 7½ uit 9 door Zhong Zhang gewonnen. Sadvakasov werd derde met 6½ punt.
- In 2007 werd hij op het Miami Open gedeeld 1e–8e met Hikaru Nakamura, Alexander Shabalov, Varuzhan Akobian, Zviad Izoria, Victor Mikhalevski, Magesh Chandran Panchanathan en Justin Sarkar.[5]

## Externe koppelingen
- (en)   Informatie over schaakpartijen van Darmen Sadvakasov op ChessGames.com
- (en)   Informatie over schaakpartijen van Darmen Sadvakasov op 365chess.com
- (en)  FIDE-ratinggegevens voor Darmen Sadvakasov